# Большой толковый словарь русского языка
Большой толковый словарь русского языка: А-Я (БТС: А-Я) — однотомный словарь русского языка. Первое издание словаря вышло в 1998 году. В нём представлены сведения о семантике слов, справки об их происхождении, стилистических свойствах, грамматических характеристиках, даются указания о произношении и правописании слов, ударения, а также на примерах показывается употребление как в свободных, так и в связанных (фразеологических) словосочетаниях. Наряду с общеупотребительными словами, в словаре частично представлены понятия и термины из области науки и техники. В сумме словарь содержит около 130 тысяч слов.

## История создания
Текстовая основа БТС была создана в 1990−1991 годах. Ядром авторского коллектива стали сотрудники Словарного отдела Института лингвистических исследований РАН (ИЛИ РАН). Также к работе над словарём были приглашены специалисты Санкт-Петербургского государственного университета и Российского педагогического университета имени А. И. Герцена.
Изначально БТС создавался как «Толково-энциклопедический русский словарь» (ТЭРС): в нём краткие энциклопедические справки о персоналиях и словарные статьи, в которых описываются понятия, процессы и явления, готовились бы в соответствии с приёмами классической толковой лексикографии. В середине 1989 года началась подготовительная работа по созданию Инструкции для составления словаря и велась разработка общего плана подготовки справочника. В результате предпроектного исследования была подготовлена Инструкция с правилами перевода словарных сведений в форматы ТЭРС, выработаны технологические схемы работ, разработана структура компьютерной базы данных. По замыслу автора проекта, основу справочника должны были составить как новые материалы картотек, так и тексты словарей, которые ранее подготовил Словарный отдел Института лингвистических исследований РАН. Дополнительно были разработаны принципы пополнения справочника энциклопедическими сведениями, которые готовили ведущие специалисты гуманитарных наук Санкт-Петербурга. Коренное отличие этого проекта от всех предыдущих заключалось в новой идеологии словаря, новой структуре словарных статей, оригинальном расположении внутристатейного материала, в подходе к тексту толкований. Новым для создания словаря большого объёма стало и применение компьютерных технологий. Начавшись весной 1990 года, работа над текстом ТЭРС продлилась до конца 1991 года. За это время ТЭРС уже успел сложиться как в бумажной, так и в компьютерной форме, хотя вся остальная сложная и ответственная работа по соединению энциклопедической и толковой частей словаря ещё находилась в зачаточном состоянии. ТЭРС был призван отразить лексическое своеобразие той понятийной картины мира, которая в это время формировалась в русском литературном языке. Однако из-за сложных политических и социально-экономических обстоятельств в России того времени, приводивших к непрерывным изменениям в идейно-понятийной структуре языка и его лексическом составе, подобная задача оказалась нерешаемой.

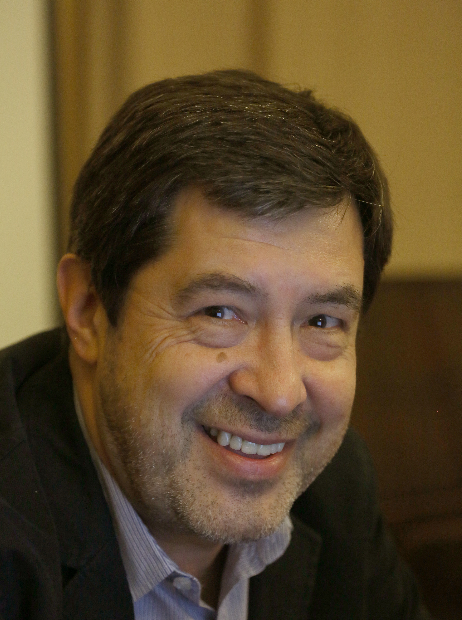
С. А. Кузнецов

В середине 1992 года работа над словарём была восстановлена, но уже в русле академической лексикографии. Несколько лет было затрачено на повторную подготовку и составление электронной базы данных, состоящей из большого количества словарных статей, включая неологизмы. Были пересмотрены основы иллюстрации толкований и семантической характеристики слова, усовершенствована структура отсылочных словарных статей, уточнены правила описания фразеологии, подвергнуты изменению как структура и количество стилистических помет, так и их соотношение друг с другом, изменены правила описания залоговых форм глагола, произведено упрощение характеристики синтаксического управления слова. Доля энциклопедической информации была сокращена, заново структурирована текстовая база данных. Всё это вызвало необходимость полноценного пересмотра всего текста словаря и приведение к единообразию отдельных его частей. Благодаря применению компьютерных технологий эта работа была осуществлена за шесть лет. К середине 1998 года после череды последовательных содержательных и структурных изменений текст словаря был в значительной мере преобразован. В итоге получился словарь, получивший при издании новое название — «Большой толковый словарь русского языка».
Традиции составления словарного описания лексики в БТС совпадают как с ранее вышедшими академическими словарями: «Малый академический словарь» (МАС) и «Большой академический словарь» (БАС), так и с общими традициями академической лексикографии. Тексты этих многотомных академических словарей, которые при их переиздании были взаимно использованы, послужили базой первичной подготовки БТС. Тем не менее, являясь их преемником по особенностям подхода к лексикографическому описанию слова, что находит подтверждение в содержательных и формальных свойствах БТС, однотомник по объёму словника существенно их превзошёл.
БАС, МАС и БТС составляют полноценную и стройную триаду словарей: многотомный — четырёхтомный — однотомный. Следование традициям академической лексикографии сказалось в том, что объединяет все три академических словаря:
1. Одна научная база и школа. При подготовке БТС использовалась крупнейшая картотека Словарного отдела ИЛИ РАН, в которой о лексике русского языка собраны подробные сведения, а её цитатные материалы из классических текстов (научных, публицистических, фольклорных и художественных) являются важным слоем культуры и накопленным национальным интеллектуальным потенциалом.
2. Общие научные принципы: принятие во внимание при оценке распространённости и степени устойчивости языковых фактов исторической перспективы, полнота описания лексики, заключённой в текстах русской классической литературы, и широкое понимание современности при определении языковой нормы.
3. Общий фонд словарных описаний, что нашло своё отражение в последовательном сохранении ясных и лаконичных (то есть удачных) толкований, а также в разработке новых дефиниций по общим правилам, учитывающим морфологическую, синтаксическую и стилистическую характеристику каждого значения слова.

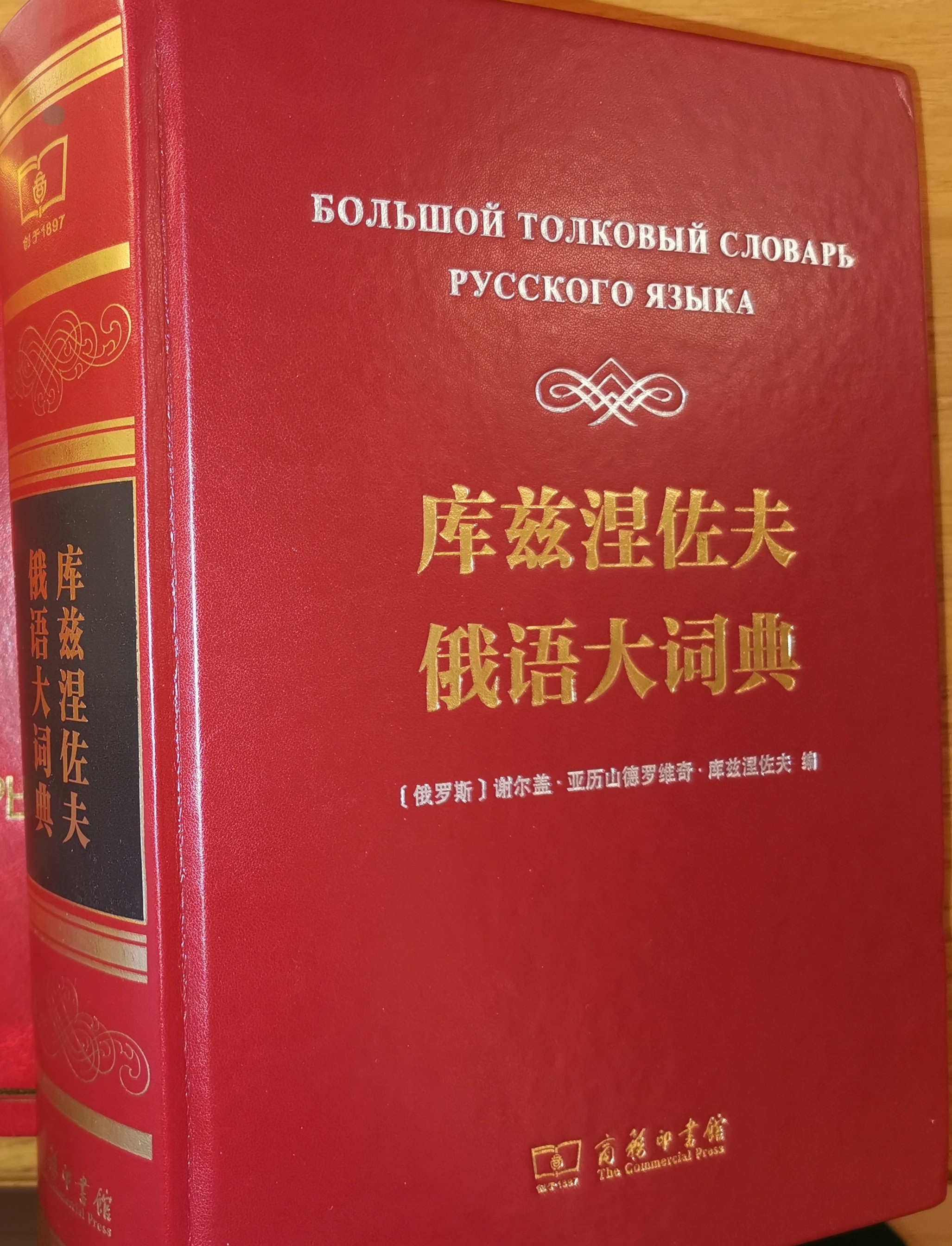
Китайское издание

Впервые БТС был издан в 1998 году, и после этого было выпущено несколько версий текста словаря: 1) легальное многотомное иллюстрированное издание, включая и легальные электронные издания; 2) нелегальные интернет-копии и бумажные пиратские издания с изменёнными названиями.
Начиная с первого издания, словарь неоднократно выступал в качестве объекта научного исследования, что нашло своё отражение при обсуждении его достоинств и недостатков русистами из Германии, Израиля, Польши, России, США, Финляндии и Южной Кореи. Кроме того, была предоставлена возможность любому пользователю Интернета высказать свои замечания и мнение о БТС на интернет-портале «Грамота.ру», где электронная версия словаря размещена в свободном доступе.
В 2020 году вышло китайское издание. Словарь был издан в крупнейшем издательстве КНР для продажи внутри страны. По сравнению с российскими изданиями 1998–2008 годов текст китайского издания был значительно переработан, исправлен и дополнен.

## Типологические особенности словаря
2.ОПУ́ШКА, -и; мн. род. -шек, дат. -шкам; ж. Край леса. Выйти, выехать на опушку леса. Добраться до лесной опушки. Домик на опушке. < Опу́шечный, -ая, -ое. О. лес. О-ые деревья.
БТС является новым типом полного однотомного справочника в российской лексикографии, поскольку отличается от подобных изданий пониманием языковой нормы русского языка, под которой подразумевается всё время, прошедшее от А. С. Пушкина до сегодняшнего дня. Таким образом, это словарь, который охватывает факты русского литературного языка. БТС подобно другим академическим толковым словарям описывает как основные значения слов, так и обычно упускаемые из виду словарями, имеющими меньший объём. Отсюда БТС, имеющий подробное, полное описание русской лексики, в отличие от знаменитого авторитетного Толкового словаря русского языка С. И. Ожегова, является типовым академическим справочным изданием. И если все разновидности словаря Ожегова дают слову предписывающую и нормативную характеристику (слово следует употреблять так, как указано в словаре), то в БТС слова могут быть использованы в устной речи и письменных текстах образованными людьми с соблюдением тех ограничений и условий, которые указаны в нём (слова получают регистрирующую и констатирующую характеристику).
Сжатость словаря влечёт определённые ограничения, которые по осям «актуальность — всеобщность — иллюстративность — нормативность» имеют как слабые, так и сильные стороны. И поскольку задача каждого словаря заключается в создании равновесия между, с одной стороны, выработкой для актуальной лексики нормативной перспективы и описанием языковой действительности, а с другой — последовательным толкованием лексического состава языка как целостного структурного явления, то из-за отказа по причине экономии места от приведения цитат возникает проблема верификации толкований просторечных (разговорно-сниженных) и устаревших слов.
Поскольку задача БТС заключается в том, чтобы представить в живом развитии лексико-семантическую систему русского языка, то положительной стороной словаря является направленность на довольно развёрнутое описание значений слов и порядка их использования в речи, то есть раскрытие их синтагматических связей в типовой сочетаемости. БТС опирается как на модели словоупотребления, так и на их лексико-семантическое наполнение. Так, например, в словарной статье «авторитет» значение «общепризнанное значение, влияние» наглядно показано следующими речениями: 

…иметь авторитет. Пользоваться авторитетом. Завоевать, укрепить, потерять а. Большой, заслуженный, дутый, дешёвый а. А. учёного, государства. Подрыв авторитета.
 Смысловое значение слова «автомобиль» описано следующим образом: 

Легковой а. (пассажирский автомобиль с небольшим числом мест). Грузовой а. Спортивный, гоночный а. Ездить на (в) автомобиле. Водить а. А. мчится, сигналит, сбил кого-л. Заправка автомобилей.

## Структура словарной статьи
Принципы, на которых построена словарная статья БТС, позволяют читателю узнать не только толкование того или иного слова, но также понять его орфографию и орфоэпию, расширенный грамматический смысл, поставить пометы, получить справку о этимологии, указать синтаксические и морфологические ограничения, которые накладываются на словоупотребление в каком его значении. В словаре представлена многостороннее семантическое и стилистическое описание слова, приводится примеры его употребления, а также по мере необходимости даны энциклопедические комментарии.
В словаре представлены уже закреплённые академическими словарями слова и значения (включая новые), по тем или иным причинам не вошедшие в предыдущие лексикографические издания. В словнике показано, каким образом происходит попадание в литературного русский язык слов, имеющих сниженную окраску, включая те, что находятся на его далёкой периферии: обиходно-бытовая речь, разговорная (от сниженной до вульгарной), жаргон и молодёжный сленг. В словаре наряду с отражением этой тенденции пополнения в современном языке его лексического состава представлено соответствующее определение каждому значению слова, имеющему жаргонную стилистическую окраску: бабец (мужеподобная женщина), банан (заколка и неудовлетворительной оценки), блин (в значении междометия), заколебать кого-либо (надоесть), ночная бабочка (эвфемизм для обозначения проститутки), клешни (руки), прикид (наряд), пиявка (очень болезненный щелчок или удар), репа (глупая или плохо соображающая голова у человека), без балды (без особых усилий), от балды (произвольно), беспредел (крайняя степень беззакония), чёрный нал (незаконная денежная наличность).
Вместе с разговорной речью в словник была включена книжная лексика, а также вошедшая в широкое употребление терминология, то есть наиболее употребительная часть русскоязычного словарного состава, которая до сих пор не потеряла своей значимости для современного русского языкового сознания (акупунктура, аскеза, иглоукалывание, кокаинизм, кантри, конверсия, конвертируемый).
На равных правах с современной часто употребляемой лексикой в словарь входят историзмы, что позволяет прояснить исторические веяния разных времён и истоки русского менталитета.

## Оценка
По итогам опроса профессиональной и любительской аудитории БТС было подтверждено высокое качество того труда, который проделал большой коллектив лексикографов-профессионалов. В то же время за полтора десятка лет было сделано несколько критических замечаний.

### Критика
Внесение некоторых форм слов в словарь оценивается как спорное. Так, например, по мнению критика, «жевачка», зафиксированное в словаре как разговорное слово, является всего лишь графическим отражением произносительных особенностей слова "жвачка", а не новым словом.

## Издания
- Большой толковый словарь русского языка / Сост. и гл. ред. С. А. Кузнецов в следующих редакциях:

- Большой толковый словарь русского языка: А-Я / РАН. Ин-т лингв. исслед.; Сост., гл. ред. канд. филол. наук С. А. Кузнецов. — СПб.: Норинт, 1998. — 1534 с. — ISBN 5-7711-0015-3.
- с исправлениями 2000−2008 — например Большой толковый словарь русского языка: [БТС : А-Я] / Рос. акад. наук, Ин-т лингвист. исслед.; гл. ред. С. А. Кузнецов. — СПб.: Норинт, 2004. — 1534 с. — ISBN 5-7711-0015-3.
- под изменённым издательством названием — Новейший большой толковый словарь русского языка / гл. ред. С. А. Кузнецов. — СПб., М.: Норинт; Рипол классик, 2008. — 1534 с. — (Библиотека энциклопедических словарей). — ISBN 978-5-7711-0015-9.
- с изменениями и дополнениями, 2010.
- Компьютерная версия ABBYY Lingvo x5 («С. А. Кузнецов, 2010»).
- Кузнецов С. А. Большой толковый словарь русского языка. 库兹涅佐夫俄语大词典. Пекин: Изд-во 商务印书馆 (Shangwu Yinshuguan). 2020 年·北京. — 1492 с.